# 母球
- 俄式撞球和Kaisa (billiards)（英语：Kaisa (billiards)）—68 mm (2+11⁄16 in)
- 開侖—61.5 mm (2+7⁄16 in)
- 國際花式撞球—57.15 mm (2+1⁄4 in)
- 斯诺克—52.5 mm (2+1⁄16 in)
- Blackball (pool)（英语：Blackball (pool)） pool—51 mm (2 in)

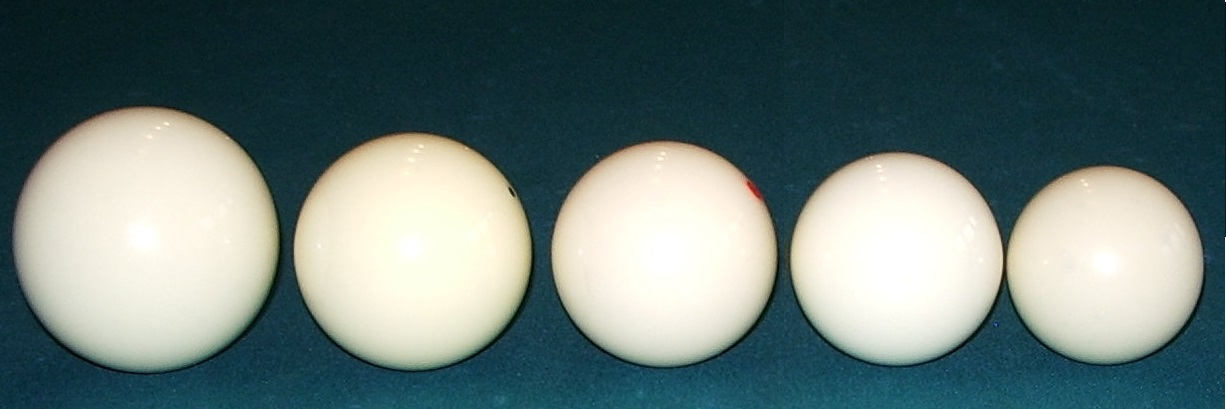
各類撞球運動的母球（從左至右）:
- 俄式撞球和Kaisa (billiards)—68 mm (2 11/16 in)
- 開侖—61.5 mm (2 7/16 in)
- 國際花式撞球—57.15 mm (2 1/4 in)
- 斯诺克—52.5 mm (2 1/16 in)
- Blackball (pool) pool—51 mm (2 in)

母球是一种小而硬的球，常見於撞球運動，例如開侖、花式撞球和斯诺克。球的数量、类型、直径、颜色和图案因各類撞球運動而异。對於各類撞球運動來說，母球的材料硬度、摩擦力和彈性能都很重要。

## 历史
早期人們不太限制母球的製作材料，甚至還有用木材和粘土（后者一直使用到 20 世纪）製成的母球。至少从1627年到20世纪初，有一些母球是由象牙製成的。:17关于象牙台球的歷史最早可以追溯到1588年诺福克公爵的一份物品清單中。 後來人們意識到大象可能要成為瀕危物種，於是不再以象牙作為母球的原材料。 :17
约约翰·韦斯利·海厄特于1869年发明了一种材料，称为硝化纤维素（美国专利 50359，美国第一个台球专利），可以當做母球的原材料。  :17
現今的母球一般由塑料材料製成，而且具有很强的抗裂性。 